# Universidade Rockefeller

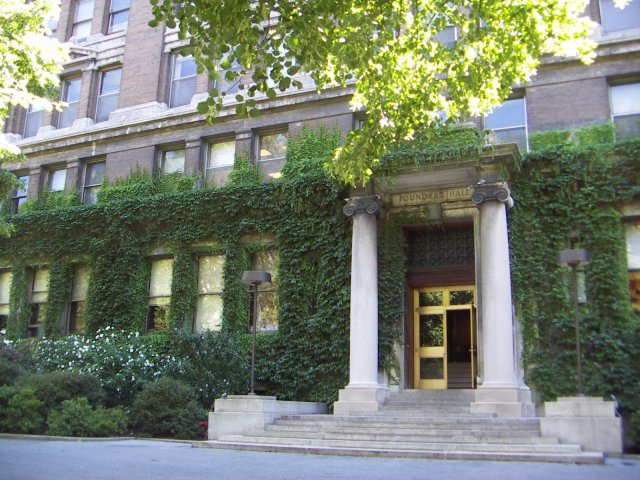
Founder's Hall

A Universidade Rockefeller (em inglês: Rockefeller University) é uma universidade particular estadunidense cujo foco principal está na pesquisa básica no campo biomédico e que oferece cursos de graduação e pós-graduação. Está situada entre as ruas 63 e 68, ao longo da York Avenue, no Upper East Side da ilha de Manhattan em Nova York. Seu atual presidente é Paul Nurse.
Vinte e três prêmios Nobel estão associados à universidade.

## História
O Rockefeller Institute for Medical Research original foi fundado em 1901 pelo "barão do petróleo" e filantropo John D. Rockefeller, que anteriormente havia fundado a University of Chicago em 1889. A família Rockefeller têm mantido fortes laços com a instituição através da história desta; David Rockefeller, para dar um exemplo, é o atual Presidente Honorário e Curador Vitalício. O Instituto mudou seu nome para The Rockefeller University em 1965, depois de expandir sua missão para incluir educação.
Quando de sua organização em 1901, Simon Flexner assumiu a diretoria.

## A instituição

### The Rockefeller University Community
- Mais de 70 chefes de laboratórios
- 190 pesquisadores e cientistas
- 360 pesquisadores com pós-doutorado
- 1 000 funcionários de apoio
- 150 estudantes de doutorado
- 50 estudantes de doutorado em medicina
- 890 alunos

(números aproximados)

### Áreas de pesquisa básica interdisciplinar
- Bioquímica, biologia estrutural e química
- Biologia molecular, celular e do desenvolvimento
- Imunologia, virologia e microbiologia
- Ciências médicas e genética humana
- Neurociência
- Biologia física e matemática

### Condições de saúde sob estudo
- Vício
- Envelhecimento
- AIDS
- Mal de Alzheimer
- Resistência a antibióticos
- Artrite
- Câncer
- Doença de Chagas
- Fibrose cística
- Diabete
- Doenças coronarianas
- Hepatite C
- Doenças hereditárias
- Perda de memória com a idade
- Distúrbios neurológicos
- Obesidade
- Psoríase
- Esquizofrenia
- Tuberculose

## Prêmios da instituição

### Ganhadores doprêmio Nobel
- 2003 Roderick MacKinnon
- 2001 Paul Nurse
- 2000 Paul Greengard
- 1999 Günter Blobel
- 1984 R. Bruce Merrifield
- 1981 Torsten Wiesel
- 1975 David Baltimore
- 1974 Albert Claude
- 1974 Christian de Duve
- 1974 George E. Palade
- 1972 Stanford Moore
- 1972 William H. Stein
- 1972 Gerald M. Edelman
- 1967 H. Keffer Hartline
- 1966 Peyton Rous
- 1958 Joshua Lederberg
- 1958 Edward L. Tatum
- 1953 Fritz Lipmann
- 1946 John H. Northrop
- 1946 Wendell M. Stanley
- 1944 Herbert S. Gasser
- 1930 Karl Landsteiner
- 1912 Alexis Carrel